# Bolečka vas
Bolečka vas – wieś w Słowenii, w gminie Majšperk. W 2018 roku liczyła 53 mieszkańców.